# بنی ملیکش
بنی ملیکش (به عربی: بنی ملیکش) یک شهرداری در الجزایر است که در استان بجایه واقع شده‌است.